# Uchinada
Uchinada (内灘町, Uchinada-machi) est un bourg du district de Kahoku, dans la préfecture d'Ishikawa, au Japon.

## Géographie

### Démographie
Au 1er février 2014, la population d'Uchinada s'élevait à 27 079 habitants répartis sur une superficie de 20,38 km2.